# Епархия Факатативы
Епархия Факатативы (лат. Dioecesis Facatativensis) — епархия Римско-Католической церкви с центром в городе Факататива, Колумбия. Епархия Факатативы входит в митрополию Боготы. Кафедральным собором епархии Факатативы является церковь Пресвятой Девы Марии Розария.

## История
16 марта 1962 года Римский папа Иоанн XXIII выпустил буллу «Summi Pastoris», которой учредил епархию Факатативы, выделив её из архиепархии Боготы и епархии Сипакиры. В этот же день епархия Факатативы вошла в митрополию Боготы.
В 1971 году в епархию Факатативы перешло три прихода из епархии Сипакиры.
29 марта 1984 года епархия Факатативы передала часть своей территории для возведения новой епархии Ла-Дорады-Гвадуаса.

## Ординарии епархии
- епископ Raúl Zambrano Camader (26.04.1962 — 18.12.1972)
- епископ Hernando Velásquez Lotero (27.04.1973 — 18.05.1985)
- епископ Luis Gabriel Romero Franco (15.04.1986 — 13.11.2010)
- епископ Luis Antonio Nova Rocha (13.11.2010 — † 9.04.2013)

## Источник
- Annuario Pontificio, Libreria Editrice Vaticana, Città del Vaticano, 2003, ISBN 88-209-7422-3
- Булла Summi Pastoris, AAS 55 (1963), стр. 140  (лат.)